# Європейський інститут із гендерної рівності
Європейський інститут із гендерної рівності (ЄІГР, англ. European Institute for Gender Equality) — автономний орган Європейського союзу, створений з метою сприяння гендерній рівності, включаючи об'єднання та організацію гендерного підходу у політиках всіх європейських країн та в результаті національної політики, боротьби проти дискримінації на основі статі, а також підвищити обізнаність громадян ЄС щодо гендерної рівності.
Установа знаходиться у Литві (Вільнюс), була створена у 2007 році Регламентом Європейського Союзу № 1922/2006 від 20 грудня 2006 року.
Європейський центр знань про гендерну рівність допомагає інституціям та державам ЄС приймати поінформовані й обґрунтовані рішення, які враховують гендерну перспективу, централізує інформацію про гендерну рівність на користь організацій громадянського суспільства, наукових кіл, міжнародних організацій та соціальних партнерів, а також надає натхнення всім зацікавленим у гендерній рівності.

## Структура ЄІГР
Правління інституту складається з дирекції та трьох підрозділів:
- Відділ операцій з високоякісного дослідження та збору даних.
- Блок управління знаннями та комунікації для активних відносин із зацікавленими сторонами та підвищення обізнаності.

- Відділ управління ефективного функціонування інституту.

Правління має 18 представників держав ЄС, призначених Радою та одного представника Європейської комісії. До складу експертного форуму інституту входять делегати, призначені державами-членами (28), Європарламентом (2) та Єврокомісією (3), причому останні включають представників неурядових організацій, організацій роботодавців та працівників на рівні ЄС.

## Завдання ЄІГР
Європейський інститут гендерної рівності (ЄІГР) є агенцією ЄС, яка працює над досягненням гендерної рівності як в ЄС так і поза її межами. Для цього він надає дослідження, дані та передовий досвід:
- Виробляє дослідження та збирає статистичні дані про гендерну рівність в ЄС.
- Моніторинг того, як ЄС відповідає своїм міжнародним зобов'язанням щодо гендерної рівності, називається Пекінською платформою дій, та щорічно складається звіт про це.
- Працюючи над усуненням насильства проти жінок і координуючи кампанію європейської білої стрічки, щоб залучити чоловіків до справи.
- Обмін знаннями та онлайн ресурсами та підтримка інституцій ЄС, держав-членів ЄС та зацікавлених сторін з різних сфер у їхніх зусиллях з подолання гендерної нерівності в Європі та за її межами.

## Продукти ЄІГР
- Індекс гендерної рівності: показує тенденції гендерної рівності кожні два роки
- Платформа гендерної інтеграції: зв'язує гендерну рівність з різними сферами суспільства

- База даних гендерної статистики: надає факти та цифри, що ґрунтуються на гендері
- Глосарій і тезаурус[d]: пояснює поняття гендерної рівності[4]
- Центр ресурсів та документації: надає онлайн бібліотеку з 500 000 документів, включаючи публікації, не доступні в інших публічних бібліотеках.

## Стратегічні цілі та пріоритети
Робота ЄІГР керується трирічним стратегічним планом, який називається Єдиним програмним документом. Це включає річну програму роботи та бюджет.
Єдиний програмний документ на 2016—2018 роки:
- Забезпечення високоякісних досліджень та даних для краще інформованого та обґрунтованого прийняття рішень політиками та іншими ключовими зацікавленими сторонами, що працюють над досягненням гендерної рівності;
- Керування усім обсягом знань, виробленими ЄІГР, для забезпечення своєчасного та інноваційного спілкування, що відповідає цільовим потребам ключових зацікавлених сторін;
- Для досягнення найвищих адміністративних і фінансових стандартів, підтримуючи потреби персоналу ЄІГР.

## Допомога країнам
Європейський Союз підтримує країни-потенційні кандидатки на їхньому шляху вступу. В рамках проекту ЄІГР працює з наступними кандидатками ЄС та потенційними кандидатками: Албанія, Боснія і Герцеговина, Республіка Македонія, Косово, Чорногорія, Сербія та Туреччина. Європейський інститут із гендерної рівності сприяє цьому процесу, підтримуючи відповідальні органи для поліпшення гендерної рівності на Західних Балканах та Туреччині відповідно до політики Європейського Союзу.
Надаючи допомогу країнам, що вступають до ЄС, робота ЄІГР полягає від зміцнення спроможності країн, до розробки політики гендерної рівності, узгодженої з пріоритетами ЄС, та в майбутньому контролю прогресу гендерної рівності. ЄІГР надає експертну допомогу та технічну підтримку в різноманітних гендерних питаннях, включаючи тиражування методів та інструментів моніторингу, що використовуються в ЄС, таких як Індекс гендерної рівності ЄІГР та база даних гендерної статистики.

## Цикли співпраці
Цикли співпраці ЄІГР з кандидатками в ЄС та потенційними кандидатками:
- 2013 — 2014: Підготовчі заходи для участі країн-кандидаток до ЄС та потенційних кандидаток у проекті EIGE.

- 2014 — 2015: Участь країн-кандидаток ЄС та потенційних кандидаток у проекті ЄІГР.

- 2015 — 2017: Залучення країн-кандидаток ЄС та потенційних кандидаток у проект ЄІГР та поглиблення кооперації у загально-пріоритетних сферах.

- 2017 — 2019: Кооперація ЄІГР з країнами-кандидатками ЄС та потенційними кандидатками: покращення моніторингу процесу гендерної рівності.

## Індекс гендерної нерівності
ЄІГР розробив індекс із гендерної рівності (Gender Equality Index), у якому для порівняння стану гендерних відносин у країнах ЄС було взято такі 6 показників:
- робота (позиції чоловіків і жінок на ринку праці, тривалість трудового життя та якість роботи й захист)
- гроші (розрив між доходами чоловіків і жінок, а також ризик бідності)
- знання (кількість чоловіків і жінок, які здобувають освіту різного рівня)
- час (скільки часу витрачається на неоплачувану діяльність, в тому числі догляд за дітьми та домашню працю, участь в культурних заходах і т. ін.)
- влада (представленість чоловіків і жінок у політичній та економічній сферах)
- здоров'я (доступ до структур охорони здоров'я), додатково насильство (насильство проти жінок, стереотипи та упередження, які підривають покращення ситуації у забезпеченні більшої рівності статей).[6]

Значення індексу варіює від 1 (повна нерівність) до 100 (повна рівність). Загалом по ЄС індекс гендерної рівності становить 54, тобто, гендерну рівність забезпечено лише наполовину. Найкращою в ЄС є ситуація зі станом здоров'я жінок і чоловіків, а найгіршою — із розподілом владних повноважень. Подібні результати надають й інші міжнародні звіти (як-от Глобальний звіт про гендерний розрив), у яких вимірюється стан гендерних відносин у різних сферах публічного життя, як зазначає Тамара Марценюк. 

## Мережа агентств юстиції та внутрішніх справ (ЮВС)
ЄІГР очолює мережу агентств юстиції та внутрішніх справ у 2018 році.
Мережа агентств юстиції та внутрішніх справ відіграє важливу роль у Європі. Їх робота допомагає забезпечити, щоб ЄС був добре підготовлений для боротьби з безпекою, справедливістю, основними правами та гендерною рівністю.
Агенції працюють у широкому спектрі важливих сфер, включаючи міграцію, управління кордонами, торгівлю наркотиками, боротьбу з організованою злочинністю, торгівлею людьми та гендерною рівністю. Оскільки ці області мають багато спільного, мережа була створена для використання синергії та обміну інформацією.
Мережа включає дев'ять агентств: CEPOL [Архівовано 3 травня 2013 у Wayback Machine.], EASO [Архівовано 19 січня 2022 у Wayback Machine.], EIGE, EMCDDA [Архівовано 13 травня 2022 у Wayback Machine.], eu-LISA [Архівовано 13 травня 2022 у Wayback Machine.], Євроюст [Архівовано 7 березня 2019 у Wayback Machine.], Європол [Архівовано 7 лютого 2020 у Wayback Machine.], FRA [Архівовано 24 лютого 2019 у Wayback Machine.] та Frontex [Архівовано 13 травня 2022 у Wayback Machine.]. Агентства юстиції та внутрішніх справ по черзі обираються у мережі. ЄІГР є головною у 2018 році.
Агентства юстиції та внутрішніх справ спільно звітують Постійному комітету Ради з оперативного співробітництва з питань внутрішньої безпеки (COSI) щодо прогресу та досягнень мережі. Відповідно до цієї вимоги, офіційний звіт, який у листопаді у Вільнюсі буде схвалено керівниками агентств ЮВС, до кінця року буде представлений COSI.